# Nikołaj Oslikowski
Nikołaj Siergiejewicz Oslikowski (ros. Николай Сергеевич Осликовский; ur. 30 sierpnia?/12 września 1900 w Latyczowie, zam. 7 października 1971 w Moskwie) – radziecki wojskowy, generał porucznik. Ukrainiec. Bohater Związku Radzieckiego.

## Życiorys
Urodził się w ukraińskiej rodzinie robotniczej w osadzie typu miejskiego Latyczów. Tam też ukończył gimnazjum. W marcu 1918 roku w osadzie utworzył oddział partyzancki, a od kwietnia partyzanckiego oddziału kawalerii w Płoskirowie. Po rozbiciu jego oddziału, krótko przebywał w niewoli, skąd zbiegł.
W marcu 1919 roku wstąpił do Armii Czerwonej. W kwietniu 1919 roku został dowódcą szwadronu i adiutantem dowódcy dywizjonu w Prawobrzeżnej Grupie Wojsk 12 Armii, a we wrześniu adiutantem dowódcy dywizjonu kawalerii Brygady Pawłowa. W marcu 1920 roku został dowódcą oddziału kawalerii 137 Brygady Strzeleckiej, a w październiku szefem sztabu tej brygady. W tym czasie brał udział w walkach na Froncie Południowym przeciwko wojskom gen. Denikina i gen. Wrangla. 
Po zakończeniu wojny w styczniu 1921 roku został przewodniczącym komisji do spraw demobilizacji 4 Armii. W kwietniu tego roku został skierowany na kurs dla dowódców Charkowskiego OW, a po jego ukończeniu został kolejno pełnił obowiązki dowódcy szwadronu na Kijowskich, a później Symferopolskich kursach kawalerii. Od listopada 1923 roku pełnił służbę w 3 Dywizji Kawalerii, początkowo jako dowódca szwadronu w 17 pułku kawalerii, następnie dowódcy samodzielnego szwadronu rezerwowego dywizji, a od listopada 1926 roku komendantem szkoły pułkowej 14 i 16 pułku kawalerii. W 1928 roku ukończył kurs doskonalący dowódców w Nowoczerkasku. Następnie został szefem sztabu 49 pułku kawalerii w 9 Dywizji Kawalerii. W listopadzie 1933 roku powrócił do 3 Dywizji Kawalerii, gdzie został dowódcą 13 pułku kawalerii. W grudniu 1937 roku został wykładowcą taktyki w Kijowskiej Szkole Artylerii. Następnie 3 lipca 1938 roku został przeniesiony do rezerwy na podstawie art. 43 pkt. b, t.j. braku odpowiedniego przeszkolenia dla pełnienia służby. 
Po zwolnieniu z wojska wyjechał do Taszkientu, gdzie rozpoczął w studiu filmowym jako kierownik produkcji filmu „Рубиновые звезды”. 
W styczniu 1940 roku powołany do wojska został mianowany pomocnikiem dowódcy 9 Dywizji Kawalerii w Odeskim OW. 
Po agresji niemieckiej na ZSRR dalej pełnił funkcję pomocnika dowódcy 9 Dywizji Kawalerii na Froncie Południowym. W sierpniu 1941 roku został mianowany dowódcą 9 Dywizji Kawalerii na Froncie Południowo-Zachodnim. Dywizja dowodzona przez niego we wrześniu 1941 roku została wyróżniona i przemianowany w 2 Gwardyjską Dywizję Kawalerii. Dywizją tą dowodził do czerwca 1942 roku, kiedy został skierowany do Akademii Sztabu Generalnego im. Woroszyłowa na kurs wyższych dowódców. 
Po ukończeniu kursu został w listopadzie 1942 roku został mianowany zastępcą dowódcy 1 Gwardyjskiego Korpusu Kawalerii. A w grudniu 1942 roku został mianowany dowódcą 3 Gwardyjskiego Korpusu Kawalerii i korpusem tym dowodził do zakończenia II wojny światowej. W tym czasie uczestniczył w operacji rostowskiej i smoleńskiej. Następnie oprócz dowodzenia korpusem został także dowódca grupy konno-pancernej składającej się z 3 Gwardyjskiego Korpusu Kawalerii i 5 Gwardyjskiego Korpusu Pancernego. 
Dowodził nią w czasie bitwy pod Kurskiem, następnie w czasie wyzwolenia Białorusi, operacji  mławsko-elbląskiej, wschodniopruskiej i berlińskiej.
Po kapitulacji Niemiec, korpus pod jego dowództwem został wycofany na teren Lwowskiego Okręgu Wojskowego, gdzie został przeformowany w 3 Samodzielną Gwardyjską Samodzielną Dywizję Kawalerii. W sierpniu 1946 roku został zwolniony ze stanowiska i pozostawał w dyspozycji Naczelnego Dowództwa. Następnie w lipcu 1947 roku został mianowany komendantem Wyższej Szkoły Kawalerii im. Budionnego i funkcję tę pełnił do kwietnia 1953 roku, kiedy został przeniesiony do rezerwy.
Po przeniesieniu do rezerwy zamieszkał w Moskwie i pracował jako konsultant wojskowy w wytwórniach filmowych m.in. w Mosfilmie. Był konsultantem m.in. w filmach: „Wojna i Pokój”, Ucieczka i innych. 
Po śmierci został pochowany na cmentarzu nowodziewiczym

## Awanse
- generał major (Генерал-майор) (02.01.1942 rozkaz nr 1)
- generał porucznik (Генерал-лейтенант) (13.11.1943 rozkaz nr 1259)

## Odznaczenia
- Bohater Związku Radzieckiego Medal „Złota Gwiazda” (29.05.1945)[2]
- Order Lenina (dwukrotnie: 21.02.1945[3], 29.05.1945)
- Order Czerwonego Sztandaru (02.08.1941[4], 03.11.1944[5], 15.11.1950[6])
- Order Suworowa I st. (10.04.1945[7])
- Order Suworowa II st. (26.07.1944[8])
- Order Kutuzowa II st. (28.09.1943[9])
- Order Wojny Ojczyźnianej I st. (01.04.1943[10])
- Order Czerwonej Gwiazdy (dwukrotnie: 1938, 28.10.1967[11])
- Medal „Za zwycięstwo nad Niemcami w Wielkiej Wojnie Ojczyźnianej 1941–1945”</ref name="spis">
- Medal „Za obronę Moskwy”
- Medal „Za obronę Stalingradu”
- Medal „Za zdobycie Królewca”
- Komandor Orderu Imperium Brytyjskiego (Wielka Brytania) (1944)
- Krzyż Kawalerski Orderu Virtuti Militari (Polska) (1945)